# Archytas apicifer
Archytas apicifer es una especie de mosca del género Archytas, de la familia Tachinidae, orden Diptera.

## Distribución
Se distribuye por Estados Unidos, México y América del sur tropical.

## Taxonomía
Fue descrita por Walker en 1849 y publicada en Walker, F. 1849. List of the specimens of dipterous insects in the collection of the British Museum. Part IV. British Museum (Natural History), London.